# SMILES

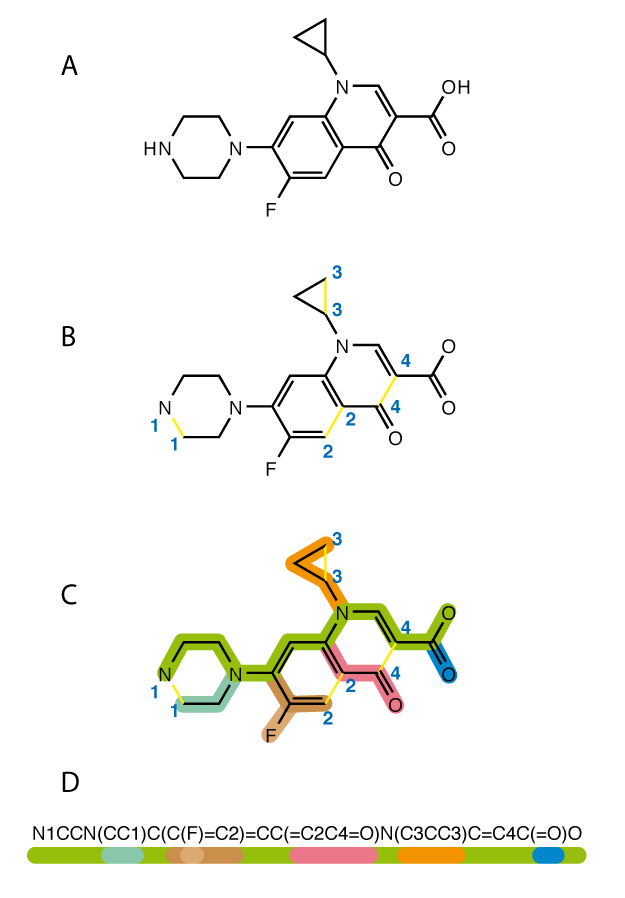
Генерация SMILES: сначала кодировке подвергаются разорванные кольца, затем описываются ответвления от основной структуры.

SMILES (Simplified Molecular Input Line Entry System, с англ. — «система упрощённого представления молекул в строке ввода») — система правил (спецификация) однозначного описания состава и структуры молекулы химического вещества с использованием строки символов ASCII. Название в английском языке является омонимом к слову smiles (улы́бки), однако пишется только заглавными буквами. В русском языке однозначного аналога не имеет, рекомендуется употребление на языке оригинала. Произносится как «смайлз».
Строка символов, составленная по правилам SMILES, может быть преобразована многими молекулярными редакторами в двумерную или трёхмерную структурную формулу молекулы.
Первоначальный вариант спецификации SMILES был разработан Артуром Вейнингером (Arthur Weininger) и Дэвидом Вейнингером (David Weininger) в конце 1980-х. В дальнейшем стандарт был модифицирован и расширен; наиболее активное участие в этой работе приняла компания Daylight Chemical Information Systems, Inc..

## Варианты спецификации SMILES
В изначальной спецификации SMILES отсутствуют правила, касающиеся способа построения записи и способа различения пространственных изомеров молекул. Для решения этих проблем были разработаны расширения стандарта:
- «Каноническая SMILES» (Canonical SMILES)[2] — версия спецификации, включающая правила канонизации, позволяющие записать формулу молекулы любого вещества однозначным образом. Эти правила касаются выбора первого атома в записи, направления обхода циклов, выбора направления основной цепи при разветвлениях. Поскольку в разных пакетах молекулярного моделирования используются различные алгоритмы канонизации SMILES, вследствие чего могут получаться разные записи одной и той же молекулы, понятие «каноническая SMILES» не является абсолютным. Данная версия стандарта обычно применяется для индексирования и проверки уникальности молекул в базах данных.
- «Изомерическая SMILES» (Isomeric SMILES)[3] — версия спецификации, позволяющая включать в запись данные об изотопном составе, конфигурации асимметрических атомов углерода и двойных связей. Особенность этой версии по сравнению с официальной номенклатурой ИЮПАК в том, что изомерическая SMILES позволяет хранить информацию о молекулах, для которых известны конфигурации лишь некоторых хиральных центров или двойных связей.

## Определение в терминахтеории графов
В терминах теории графов SMILES представляет собой строку, полученную путём вывода символов вершин молекулярного графа в порядке, соответствующем их обходу в глубину. Первоначальная обработка графа включает в себя удаление атомов водорода и разбивку циклов таким образом, чтобы получившийся граф представлял собой остовный лес. Местам разбиения графа ставятся в соответствие числа, показывающие наличие связи в исходной молекуле. Для указания точек ветвления молекулы используются скобки.

## Основные принципы построения SMILES

### Атомы
Атомы обозначаются символами химических элементов в квадратных скобках, например, золото обозначается как [Au]. Для элементов-органогенов (B, C, N, O, P, S, F, Cl, Br, I) скобки могут быть опущены. В этом случае атомы водорода можно не указывать в явном виде, если их число соответствует наименьшей нормальной валентности в соответствии с явно заданными связями. Атомы в составе ароматических циклов обычно записываются строчными буквами вместо прописных, хотя в некоторых диалектах SMILES применяется явное чередование двойных и одинарных связей (как в структурной формуле бензола, предложенной Кекуле). При необходимости указать формальный заряд частицы атомы водорода и символ заряда записываются в явном виде. Изотопы записываются в квадратных скобках с указанием атомного веса перед символом атома, например, изотоп 13C будет записан как [13C].
Например, запись SMILES для воды будет выглядеть как O, для этанола — CCO. Гидроксильный анион записывается [OH-], а ион железа (II) как [Fe+2].

### Связи
Одинарная химическая связь может быть записана с использованием символа - между атомами, соединёнными связью, но на практике это не применяется, символ дефиса опускают. Обозначение ароматической связи (:) обычно тоже опускают. Двойная связь обозначается с помощью знака равенства, например, двуокись углерода записывается в виде O=C=O. Тройная связь обозначается с помощью октоторпа, например, синильная кислота записывается как C#N.

### Разветвления молекулы

Структурная формула пропионовой кислоты

Боковые цепи молекулы заключаются в круглые скобки. Например, пропионовая кислота записывается как CCC(=O)O. Каноническая форма записи трифторметана выглядит как C(F)(F)F, однако такая запись неудобна для чтения из-за своей перегруженности скобками, поэтому ту же молекулу можно записать в неканонической форме как FC(F)F.

### Циклические соединения
Атомы, находящиеся на концах разорванной при построении остовного леса связи, обозначаются одним и тем же номером. Например, циклогексан записывается как C1CCCCC1, а бензол — как c1ccccc1.

### Стереохимия

Структурная формула цис-дифторэтилена

Конфигурация относительно двойной связи записывается при помощи символов / и \. Например, F/C=C/F соответствует транс-дифторэтилену, а F/C=C\F или F\C=C/F соответствует цис-дифторэтилену (см. рис.).

## Расширения и место среди других линейных нотаций
SMARTS — модификация SMILES, которая позволяет использовать неупорядоченную структуру атомов и связей. Широко используется в системах поиска в базах данных о веществах. Практика применения вызвала распространённое заблуждение, что в компьютерном поиске структур производится сравнение записей-цепочек, в то время как производится гораздо более производительное сравнение графов, построенных на основании формул SMILES.
Среди остальных линейных нотаций стоит выделить нотацию Висвессера (WLN), ROSDAL и Sybyl Line Notation (Tripos Inc.). В начале 2000-х годов IUPAC предложил InChI в качестве стандарта для линейного представления формул. SMILES имеет преимущества перед InChI, в частности, лучшее восприятие формул человеком, а также более простая программная поддержка в связи с наличием обширной теоретической базы на основе теории графов.

## Преобразования
Формула SMILES может быть преобразована в двухмерную структурную формулу при помощи алгоритма (Structure Diagram Generation algorithms), разработанного Хелсоном. Преобразование не всегда даёт однозначный результат. Преобразование в трехмерную структурную формулу производится с использованием принципа минимальной энергии образования вещества.